# Циклоприєднання

Реакція Дільса — Альдера

Циклоприєднання (англ. cycloaddition, рос. циклоприсоединение) — перициклічна або багатостадійна реакція, в якій дві чи кілька ненасичених молекул, або й частин даної молекули сполучаються по термінальних π–зв'язках з утворенням циклічного аддукта, в якому зменшується сумарна кратність зв'язків. Прикладом циклоприєднання є реакція Дільса — Альдера.
Є такі системи їх позначення:
1. За кількістю атомів, які зв'язуються в циклоприєднанні від кожного з реактантів i вказуються в дужках як сума цифр. Так, реакція Дільса — Альдера є (4+2)-приєднання, а перша стадія озонолізу алкенів — (3+2)-приєднанням.
2. За числом електронів, які беруть участь від кожного з реактантів i вказуються в квадратних дужках як сума цифр. При тому перед цифрою можна ставити символ їх орбіталі (σ, π, ω — останній стосується орбіталі, зв'язаної тільки з одним атомом), індексом знизу цифри позначають стереохімічний характер циклоприєднання кожного з фрагментів: a або s, тобто антаро- чи супраповерхневий, Наприклад, реакція Дільса — Альдера — це [π4s + π2s]-циклоприєднання.

Також існує зворотній процес до циклоприєднання — циклореверсія.